# Montségur-sur-Lauzon
Montségur-sur-Lauzon is een gemeente in het Franse departement Drôme (regio Auvergne-Rhône-Alpes). De plaats maakt deel uit van het arrondissement Nyons. Montségur-sur-Lauzon telde op 1 januari 2022 1.371 inwoners.

## Geografie
De oppervlakte van Montségur-sur-Lauzon bedraagt 18,24 vierkante kilometer; de bevolkingsdichtheid is 74 inwoners per km² (per 1 januari 2019).

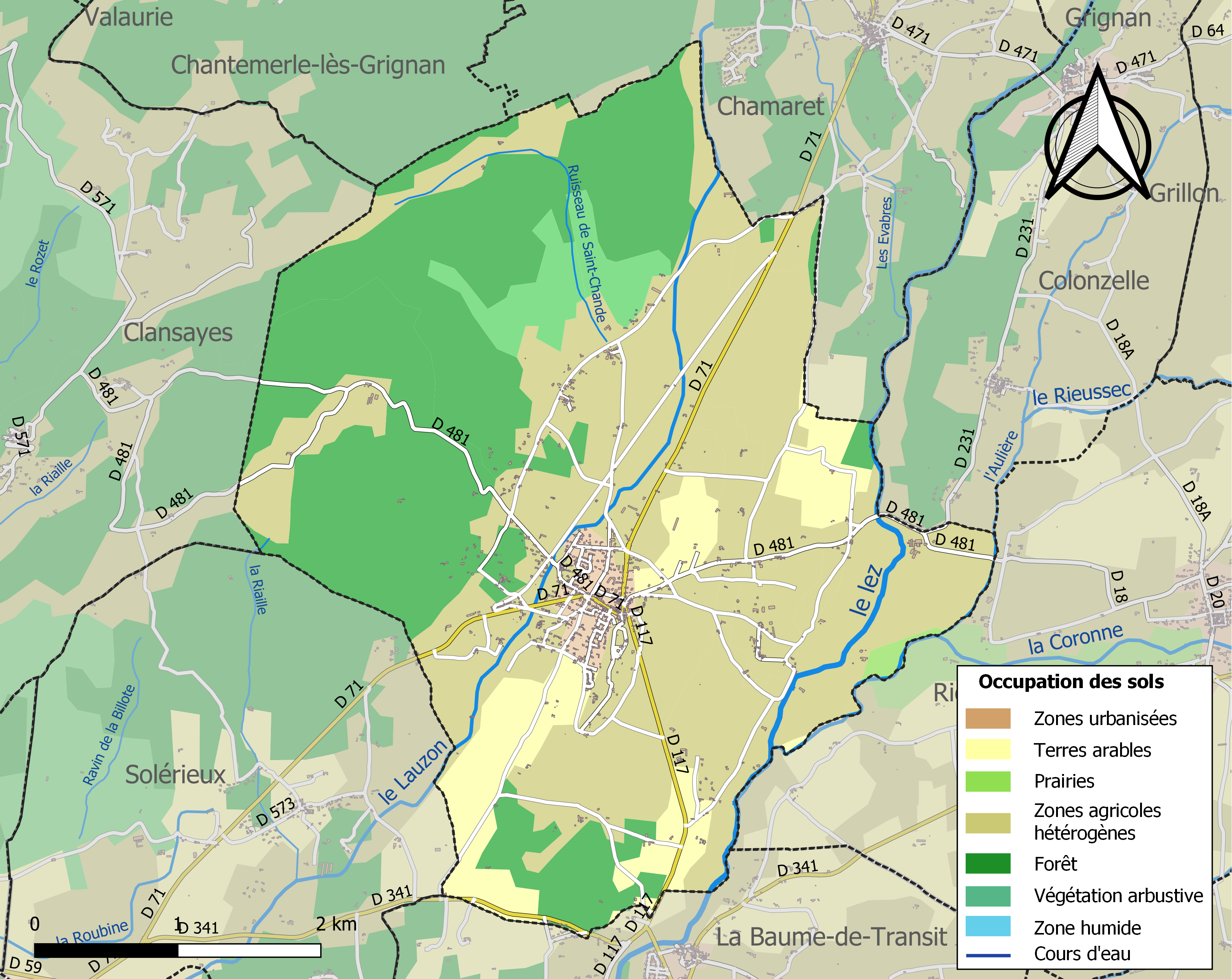
Kaart van de gemeente met belangrijkste infrastructuur, bodemgebruik en omliggende gemeenten

## Demografie
Onderstaande figuur toont het verloop van het inwonertal (bron: INSEE-tellingen).